# Wojewódzka ewidencja zabytków
Wojewódzka ewidencja zabytków – wykaz zabytków prowadzony przez wojewódzkiego konserwatora zabytków zgodnie z art. 22 ust. 2 ustawy z dnia 23 lipca 2003 r. o ochronie zabytków i opiece and zabytkami (Dz.U. z 2022 r. poz. 840). Stanowi ona zbiór kart ewidencyjnych zabytków znajdujących się na terenie województwa, sporządzanych zgodnie z przepisami Rozporządzenia Ministra Kultury i Dziedzictwa Narodowego z dnia 26 maja 2011 r. w sprawie prowadzenia rejestru zabytków, krajowej, wojewódzkiej i gminnej ewidencji zabytków oraz krajowego wykazu zabytków skradzionych lub wywiezionych za granicę niezgodnie z prawem (Dz.U. z 2021 r. poz. 56). Włączenie karty ewidencyjnej zabytku ruchomego może nastąpić za zgodą właściciela tego zabytku. Zgoda właściciela zabytku nie jest potrzebna w wypadku kart ewidencyjnych zabytków nieruchomych. 
W wojewódzkiej ewidencji zabytków powinny się znaleźć wszystkie zabytki znajdujące się na terenie objętym zakresem właściwości danego wojewódzkiego konserwatora zabytków. To istotnie odróżnia wojewódzką ewidencję zabytków od rejestru zabytków. Wpis do rejestru zabytków wywołuje skutki prawne w postaci objęcia danego obiektu ochroną prawną, pozwalającą na ingerencję państwa w konstytucyjnie chronione prawo własności. Rejestr opiera się na zasadzie wyboru, która oznacza, że historyczny obiekt proponowany do indywidualnej ochrony konserwatorskiej poprzez wpis do rejestru zabytków w celu jego zachowania powinien mieć wartości wyższe wobec innych obiektów tego samego typu i ponadprzeciętne. Dzięki wojewódzkiej ewidencji zabytków, która odzwierciedlać powinna cały zasób zabytkowy na danym terenie, można umiejscowić dany obiekt we właściwym miejscu w hierarchii wartości obiektów historycznych. 
Skutkiem wpisu do wojewódzkiej ewidencji zabytków, prowadzonej niezależnie od rejestru przez wojewódzkiego konserwatora zabytków, jest obowiązek informacyjny. Zgodnie z art. 28 ustawy z 23 lipca 2003 r. o ochronie zabytków i opiece nad zabytkami, niezależnie od obowiązków wynikających z opieki nad zabytkami, określonych w art. 5 nin. ustawy, właściciel lub posiadacz zabytku wpisanego do rejestru lub zabytku znajdującego się w wojewódzkiej ewidencji zabytków zawiadamia wojewódzkiego konserwatora zabytków o: 
1. uszkodzeniu, zniszczeniu, zaginięciu lub kradzieży zabytku, niezwłocznie po powzięciu wiadomości o wystąpieniu zdarzenia;
2. zagrożeniu dla zabytku, niezwłocznie po powzięciu wiadomości o wystąpieniu zagrożenia;
3. zmianie miejsca przechowania zabytku ruchomego w terminie miesiąca od dnia nastąpienia tej zmiany;
4. zmianach dotyczących stanu prawnego zabytku, nie później niż w terminie miesiąca od dnia ich wystąpienia lub powzięcia o nich wiadomości.